# Pád Arkuna
Pád Arkuna (literalment en català La caiguda d'Arcona), op. 55, és una òpera en tres actes composta el 1898 per Zdeněk Fibich sobre un llibret en txec d'Anežka Schulzová. Es va estrenar el 9 de novembre de 1900 al Teatre Nacional de Praga.

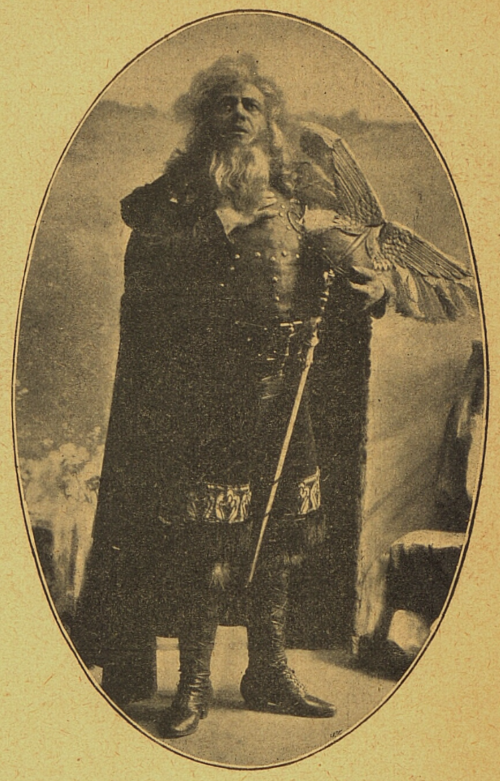
Václav Kliment com a Dargun, 1907